# John Powell (gesuita)
John Powell (Chicago, 22 settembre 1925 – Clarkston, 24 settembre 2009) è stato un gesuita e scrittore statunitense.

## Biografia
Padre gesuita – perciò le iniziali s.j. sono spesso vicine al suo nome – John Powell ha insegnato in seminario,  ha esercitato come psicoterapeuta, è stato professore presso la Loyola University di Chicago, nonché conferenziere ed autore di libri tradotti in dodici lingue, che hanno superato i dodici milioni di copie vendute.
Ha insegnato in università fino al 1995, anno nel quale si è ritirato dalla docenza, pur proseguendo a scrivere e a tenere discorsi pubblici. Da quando aveva circa vent'anni gli era stata diagnosticata una retinite pigmentosa, progredita negli ultimi tempi in concomitanza con altri problemi fisici, in particolare all'udito e all'anca. Nel 2000 è quindi andato a vivere in una casa di cura per gesuiti nel Michigan, divenuto ormai praticamente cieco.

## Opere
- Perché ho paura di amare (Gribaudi, 1972)
- Perché ho paura di dirti chi sono (Gribaudi, 1972)
- Esercizi di felicità (Effatà, 1995)
- Conosci la strada dell'amore? (Effatà, 1996)
- Il segreto dell'amore (Gribaudi, 1996)
- Toccato da Dio (Effatà, 1999)
- Alla scoperta di noi stessi (Gribaudi, 2000)
- Perché ho paura di essere pienamente me stesso (Gribaudi, 2002)
- Amore incondizionato (Gribaudi, 2003)
- Storie dal mio cuore (Gribaudi, 2004)